# Trans-AMA 1975
La temporada de 1975 de la Trans-AMA, anomenada oficialment 1975 Trans-AMA motocross series, fou la 6a edició d'aquest campionat, organitzat per l'AMA. El calendari oficial constava de 10 proves puntuables, celebrades entre el 28 de setembre i el 30 de novembre.
Aquella temporada es disputà també la 5a i darrera Inter-AMA, reservada a motocicletes de 250cc, programada a 3 proves celebrades entre el 13 de juliol i el 3 d'agost.

## Trans-AMA 500cc
El belga Roger De Coster guanyà còmodament el campionat, amb un total de 4 victòries absolutes. El seu company de marca Tony DiStefano n'aconseguí tres, mentre que Jim Pomeroy, Marty Smith i Jim Weinert se n'anotaren una. Pel que fa a Pomeroy, l'oficial de Bultaco esdevingué el primer nord-americà a liderar la Trans-AMA en guanyar-ne la primera cursa, disputada a Gainesville (Geòrgia). Curiosament, va guanyar la cursa amb una Bultaco Pursang de sèrie que li va deixar un fan, ja que la seva encara no l'havia rebuda a causa d'un endarreriment en l'enviament des d'Europa. Pomeroy va liderar la Trans-AMA fins que es va lesionar el genoll a la vuitena ronda, disputada el 16 de novembre a Puyallup (Washington, justament el seu estat natal), i no va poder acabar el torneig.

### Rondes
Font:
| Ronda | Data           | Lloc                   | Guanyador       | Guanyador   | Millor americà      | Millor americà |
| Ronda | Data           | Lloc                   | Pilot           | Motocicleta | Pilot               | Motocicleta    |
| ----- | -------------- | ---------------------- | --------------- | ----------- | ------------------- | -------------- |
| 1     | 28 de setembre | Gainesville (Geòrgia)  | Jim Pomeroy     | Bultaco     | Íd.                 | Íd.            |
| 2     | 5 d'octubre    | Lexington (Ohio)       | Jimmy Weinert   | Yamaha      | Íd.                 | Íd.            |
| 3     | 12 d'octubre   | New Berlin (Nova York) | Roger De Coster | Suzuki      | Brad Lackey (3r)    | Husqvarna      |
| 4     | 19 d'octubre   | Buchanan (Michigan)    | Roger De Coster | Suzuki      | Jim Pomeroy (2n)    | Bultaco        |
| 5     | 26 d'octubre   | Herman (Nebraska)      | Marty Smith     | Honda       | Íd.                 | Íd.            |
| 6     | 2 de novembre  | St. Peters (Missouri)  | Roger De Coster | Suzuki      | Tony DiStefano (3r) | Suzuki         |
| 7     | 9 de novembre  | Whitney (Texas)        | Tony DiStefano  | Suzuki      | Íd.                 | Íd.            |
| 8     | 16 de novembre | Puyallup (Washington)  | Roger De Coster | Suzuki      | Gary Semics (3r)    | Kawasaki       |
| 9     | 23 de novembre | Livermore (Califòrnia) | Tony DiStefano  | Suzuki      | Íd.                 | Íd.            |
| 10    | 30 de novembre | Irvine (Califòrnia)    | Tony DiStefano  | Suzuki      | Íd.                 | Íd.            |

Notes
1. ↑  Circuit de Road Atlanta
2. ↑  Circuit de Saddleback Park

### Classificació final
| Posició | Pilot             | Motocicleta | Punts |
| ------- | ----------------- | ----------- | ----- |
| 1       | Roger De Coster   | Suzuki      | 1060  |
| 2       | Gerrit Wolsink    | Suzuki      | 890   |
| 3       | Tony DiStefano    | Suzuki      | 851   |
| 4       | Marty Smith       | Honda       | 588   |
| 5       | Jim Weinert       | Yamaha      | 522   |
| 6       | Brad Lackey       | Husqvarna   | ?     |
| 7       | Kent Howerton     | Husqvarna   | ?     |
| 8       | Jim Pomeroy       | Bultaco     | 453   |
| 9       | Gary Semics       | Kawasaki    | 370   |
| 10      | Pierre Karsmakers | Yamaha      | 202   |

## Inter-AMA 250cc

### Rondes
Font:
| Ronda | Data         | Lloc                                | Guanyador      | Motocicleta |
| ----- | ------------ | ----------------------------------- | -------------- | ----------- |
| 1     | 13 de juliol | Herman (Nebraska)                   | Tony DiStefano | Suzuki      |
| 2     | 27 de juliol | Delta (Ohio)                        | Tony DiStefano | Suzuki      |
| 3     | 3 d'agost    | Bruceton Mills (Virgínia de l'Oest) | Tony DiStefano | Suzuki      |

L'oficial de Suzuki Tony DiStefano guanyà clarament el campionat després d'haver obtingut la victòria absoluta a totes tres proves.

### Classificació final
| Posició | Pilot             | Motocicleta | Punts |
| ------- | ----------------- | ----------- | ----- |
| 1       | Tony DiStefano    | Suzuki      | 450   |
| 2       | Pierre Karsmakers | Honda       | 280   |
| 3       | Jim Weinert       | Kawasaki    | 181   |
| 4       | Billy Grossi      | Suzuki      | 140   |
| 5       | Steve Stackable   | Maico       | 128   |
| 6       | Zdenek Velky      | ČZ          | 120   |
| 6       | Terry Clark       | Husqvarna   | 120   |
| 8       | Mike Hartwig      | Husqvarna   | 100   |
| 9       | Peter Lamppu      | ČZ          | 73    |
| 10      | Don Kudalski      | Rokon       | 57    |
| 10      | John Savitski     | Bultaco     | 57    |